# Tellervo septentrionis
Tellervo septentrionis är en fjärilsart som beskrevs av Butler 1874. Tellervo septentrionis ingår i släktet Tellervo och familjen praktfjärilar. Inga underarter finns listade i Catalogue of Life.